# التمرد المكابي
التمرد المكابي (بالعبرية: מרד החשמונאים‏) كان تمردًا يهوديًا قاده المكابيون ضد الإمبراطورية السلوقية وضد التأثير الهلنستي على الحياة اليهودية. واستمرت المرحلة الرئيسية للتمرد من عام 167 حتى عام 160 قبل الميلاد، وانتهى بسيطرة السلوقيين على منطقة يهودا، لكن الصراع بين المكابيين واليهود الهيلينيين والسلوقيين استمر حتى عام 134 قبل الميلاد، مع حصول المكابيين في النهاية على الاستقلال.
أطلق الملك السلوقي أنطيوخوس الرابع الظاهر حملة قمع واسعة النطاق ضد الديانة اليهودية في عام 168 قبل الميلاد. والسبب وراء قيامه بذلك ليس واضحًا تمامًا، ولكن يبدو أنه كان مرتبطًا بظن الملك أن الصراع الداخلي بين الكهنة اليهود هو نوع من التمرد. وحظرت الطقوس اليهودية، ووضعت القدس تحت السيطرة السلوقية المباشرة، وأصبح الهيكل الثاني في القدس موقعًا لعبادة وثنية يهودية توفيقية. وأثار هذا القمع التمرد الذي كان يخشاه أنطيوخوس الرابع، حيث تمردت مجموعة من المقاتلين اليهود بقيادة يهوذا المكابي وعائلته في عام 167 قبل الميلاد وطالبوا بالاستقلال. ويُعرف المتمردون ككل باسم المكابيين، وجرى تأريخ أفعالهم لاحقًا في سفر المكابيين الأول وسفر المكابيين الثاني.
بدأ التمرد كحركة حرب عصابات في ريف يهودا، حيث داهموا البلدات وأرهبوا المسؤولين اليونانيين بعيدًا عن السيطرة السلوقية المباشرة، لكن الحركة طورت في النهاية جيشًا مناسبًا قادرًا على مهاجمة المدن السلوقية المحصنة. وفي عام 164 قبل الميلاد استولى المكابيون على القدس، وهو انتصار مبكر مهم. ويعتبر التطهير اللاحق للمعبد وإعادة تكريس المذبح في 25 من شهر كيسليف هو مصدر عيد حانوكا. وفي النهاية رضخ السلوقيون ورفعوا الحظر عن اليهودية، لكن المكابيين الأكثر تطرفًا، الذين لم يكتفوا بمجرد إعادة تأسيس الطقوس اليهودية في ظل الحكم السلوقي استمروا في القتال، ودفعوا من أجل الانفصال المباشر عن السلوقيين. وقد توفي يهوذا المكابي عام 160 قبل الميلاد في معركة إلاسا ضد الجنرال اليوناني باكيدس، وأعاد السلوقيون السيطرة المباشرة لبعض الوقت، لكن بقايا المكابيين تحت قيادة شقيق يهوذا يوناثان أفوس استمروا بالمقاومة من الريف. في نهاية المطاف فإن الانقسام الداخلي بين السلوقيين والمشكلات في أماكن أخرى من إمبراطوريتهم أعطى للمكابيين فرصة للاستقلال المناسب. وفي عام 141 قبل الميلاد نجح سمعان تاسي في طرد اليونانيين من قلعتهم في القدس. وساعد التحالف مع الجمهورية الرومانية في ضمان استقلالهم. وواصل سمعان تأسيس المملكة الحشمونية المستقلة.
كان للتمرد تأثير كبير على القومية اليهودية، كمثال للحملة الناجحة لتأسيس الاستقلال السياسي ومقاومة القمع الحكومي ضد اليهود.

## الخلفية
منذ عام 338 قبل الميلاد بدأ الإسكندر الأكبر غزو الإمبراطورية الفارسية. وفي 333-332 قبل الميلاد غزت قوات الإسكندر المقدوني بلاد الشام وفلسطين. في ذلك الوقت كانت يهودا موطنًا للعديد من اليهود الذين عادوا من المنفى في بابل بفضل الفرس. وعند تقسيم إمبراطورية الإسكندر عام 323 قبل الميلاد بعد وفاة الإسكندر، أُعطيت الأراضي لما سيصبح مصر البطلمية. والدولة الأخرى التي خلفت اليونان كانت الإمبراطورية السلوقية، والتي غزت يهودا عبر مصر خلال سلسلة من الحملات من عام 235 حتى عام 198 قبل الميلاد. وخلال الحكم البطلمي والسلوقي تعلم العديد من اليهود اللغة اليونانية العامية المختلطة، وخاصة يهود الطبقة العليا والأقليات اليهودية في مدن بعيدة عن القدس وأكثر ارتباطًا بشبكات التجارة اليونانية. وانتشرت الأفكار الفلسفية اليونانية في أنحاء فلسطين أيضًا. كما جرى وضع ترجمة يونانية للكتب المقدسة، سُميت الترجمة السبعينية، خلال القرن الثالث قبل الميلاد. واتخذ العديد من اليهود أسماء مزدوجة تحمل اسمًا يونانيًا واسمًا عبريًا، مثل ياسون وجوشوا. ومع ذلك استمر العديد من اليهود بالتحدث باللغة الآرامية، وهي اللغة المنحدرة من اللغة التي كانت تستخدم أثناء السبي البابلي.
بشكل عام كانت السياسة اليونانية الحاكمة خلال هذه الفترة الزمنية هي السماح لليهود بإدارة شؤونهم الخاصة وعدم التدخل بشكل علني في الأمور الدينية. وكتب المؤلفون اليونانيون في القرن الثالث قبل الميلاد عن اليهودية بشكل إيجابي في الغالب. وقد حدث تغير ثقافي بالفعل، ولكن كان الدافع وراءه إلى حد كبير هو اليهود أنفسهم، الذين ألهمتهم أفكار الخارج؛ ولم ينفذ الحكام اليونانيون برامج واضحة للهلينة القسرية. ثم اعتلى أنطيوخوس الرابع الظاهر عرش السلوقيين عام 175 قبل الميلاد، ولم يغير هذه السياسة. ويبدو أنه لم يفعل الكثير لاستعداء المنطقة في البداية، وكان اليهود راضين إلى حد كبير تحت حكمه. وأحد العناصر التي برزت لاحقًا هو استبدال أنطيوخوس الرابع للكاهن الأكبر أونيا الثالث وتعيين أخيه ياسون مكانه بعد أن عرض ياسون مبلغًا كبيرًا من المال على أنطيوخوس. وسعى ياسون أيضًا للحصول على إذن لجعل القدس بوليس (مدينة) تتمتع بالحكم الذاتي، وحصل عليه، وإن كان ذلك مع قدرة ياسون على التحكم في قوائم الجنسية الخاصة بمن سيكون قادرًا على التصويت وشغل مناصب سياسية. ولم يبدو أن هذه التغييرات أثارت على الفور أي شكوى خاصة من غالبية المواطنين في القدس، ومن المفترض أنه ظل محتفظًا بالقوانين والمبادئ اليهودية الأساسية. وبعد ثلاث سنوات عرض وافد جديد يُدعى مينيلوس رشوة أكبر على أنطيوخوس الرابع للحصول على منصب رئيس الكهنة. وانقلب ياسون مستاءً على أنطيوخوس الرابع؛ بالإضافة إلى ذلك انتشرت شائعة مفادها أن مينيلوس قد باع قطعًا أثرية للمعبد الذهبي للمساعدة في دفع ثمن الرشوة، وأدى ذلك إلى عدم الرضا، خاصة بين أعضاء مجلس المدينة الذي أنشأه ياسون. وكان هذا الصراع سياسيًا إلى حد كبير وليس ثقافيًا. كما كانت جميع الأطراف في هذه المرحلة قد «هلينت»، وراضية عن الحكم السلوقي، ولكن منقسمة في المقام الأول حول فساد مينيلوس المزعوم وتدنيس المقدسات.
في 170-168 قبل الميلاد اندلعت الحرب السورية السادسة بين السلوقيين والمصريين البطالمة لأسباب غير واضحة. وقاد أنطيوخوس الرابع جيشًا لمهاجمة مصر. وفي طريق عودته عبر القدس بعد الحملة الناجحة، يُزعم أن الكاهن الأكبر مينيلوس دعا أنطيوخوس إلى داخل الهيكل الثاني (في انتهاك للقانون اليهودي)، ونهب من خزانة المعبد 1800 طالن. واستمرت التوترات مع الأسرة البطلمية، وانطلق أنطيوخوس في الحملة مرة أخرى عام 168 قبل الميلاد. وسمع ياسون إشاعة مفادها أن أنطيوخوس قد هلك، وقام بمحاولة انقلاب على مينيلوس في القدس. وعند سماع ذلك يبدو أن أنطيوخوس الذي لم يمت فسر هذا الاقتتال الداخلي بين الفصائل على أنه تمرد ضد سلطته الشخصية، وأرسل جيشًا لسحق المتآمرين مع ياسون. وفي الفترة من عام 168 حتى عام 167 قبل الميلاد خرج الصراع عن نطاق السيطرة، وتغيرت سياسة الحكومة بشكل جذري. وقد قُتل الآلاف في القدس واستُعبد آلاف آخرون. وتعرضت المدينة للهجوم مرتين. وجرى إرسال حكام يونانيين جدد. واستولت الحكومة على الأراضي والممتلكات من أنصار ياسون. وأصبح الهيكل في القدس موقعًا لمجموعة دينية يهودية يونانية توفيقية، ما أدى إلى تدنيسه في عيون اليهود المتدينين. كما جرى بناء قلعة جديدة حامية من قبل اليونانيين واليهود الموالين للسلوقية في عكرا في القدس. وأصدر أنطيوخوس الرابع مراسيم تحظر رسميًا الديانة اليهودية؛ كان يُطلب من الرعايا أكل لحم الخنزير وانتهاك قانون الطعام اليهودي، والعمل في يوم السبت اليهودي، والتوقف عن ختان أبنائهم، وما إلى ذلك. ووصلت سياسة التسامح مع العبادة اليهودية إلى نهايتها.

## الجدول الزمني

### انتفاضة 167 قبل الميلاد
الآن لم يكتف أنطيوخس بأخذ المدينة (أورشليم) بشكل غير متوقع، ولا بنهبها، ولا بالمذبحة العظيمة التي قام بها هناك. لقد أجبر اليهود على إلغاء قوانين بلادهم، وإبقاء أطفالهم غير مختونين، وتقديم لحم الخنازير على المذبح، بعد أن غلبته أهواءه العنيفة، وتذكر ما عاناه أثناء الحصار؛ إنها أمور قاوموها جميعهم، وقُتل أكثر من وافق عليها. - يوسيفوس فلافيوس، حرب اليهود، الكتاب 1.1 §2
 في رواية سفر المكابيين الأول، وبعد أن أصدر أنطيوخوس الرابع قراراته التي تحظر ممارسة الدين اليهودي، أشعل كاهن يهودي ريفي من موديعين هو متتيا الكاهن الحشموني، تمردًا ضد الإمبراطورية السلوقية برفضه عبادة الآلهة اليونانية. قَتل متتيا يهوديًا يونانيًا كان قد تقدم ليأخذ مكانه في التضحية لصنم، وكذلك قتل الضابط اليوناني الذي تم إرساله لفرض الذبيحة. بعد ذلك، هرب هو وأبناؤه الخمسة إلى برية يهوذا.

### حملة حرب العصابات
بعد وفاة متتيا بعد عام تقريبًا عام 166 قبل الميلاد، قاد ابنه يهوذا المكابي جيشًا من المنشقين اليهود للانتصار على السلالة السلوقية في حرب عصابات، والتي كانت في البداية موجهة ضد اليهود اليونانيين، الذين كان هناك الكثير منهم. دمر المكابيون المذابح اليونانية في القرى وختنوا الأولاد وأجبروا اليهود اليونانيين على الخروج عن القانون. إن لقب يهوذا «المكابي»، المستخدم الآن في الثقافة الشعبية لوصف الثوار اليهود ككل، مأخوذ من الكلمة العبرية التي تعني «المطرقة».
اشتمل التمرد نفسه على عدة معارك، حيث اكتسبت قوات المكابيين سمعة سيئة لاستخدامها تكتيكات حرب العصابات وسرعتها وقدرتها على الحركة، على عكس الجيش السلوقي البطيء والضخم. بعد الانتصار، دخل المكابيون أورشليم منتصرين وقاموا بتطهير الهيكل، وأعادوا تأسيس العبادة اليهودية التقليدية هناك وعينوا يوناثان المكابي، شقيق يهوذا الأصغر، رئيسًا للكهنة. تم إرسال جيش سلوقي كبير لإخماد التمرد، لكنه عاد إلى سوريا بعد وفاة أنطيوخوس الرابع. قبل ذلك، أبرم يهوذا المكابي اتفاقية مع روما وتَحالُف، حيث ربط بهذا أيدي الإمبراطورية السلوقية الأضعف. وافق قائدها ليسياس، المنهمك بالشؤون السلوقية الداخلية، على تسوية سياسية ألغت حظر أنطيوخوس الرابع على الممارسات اليهودية.

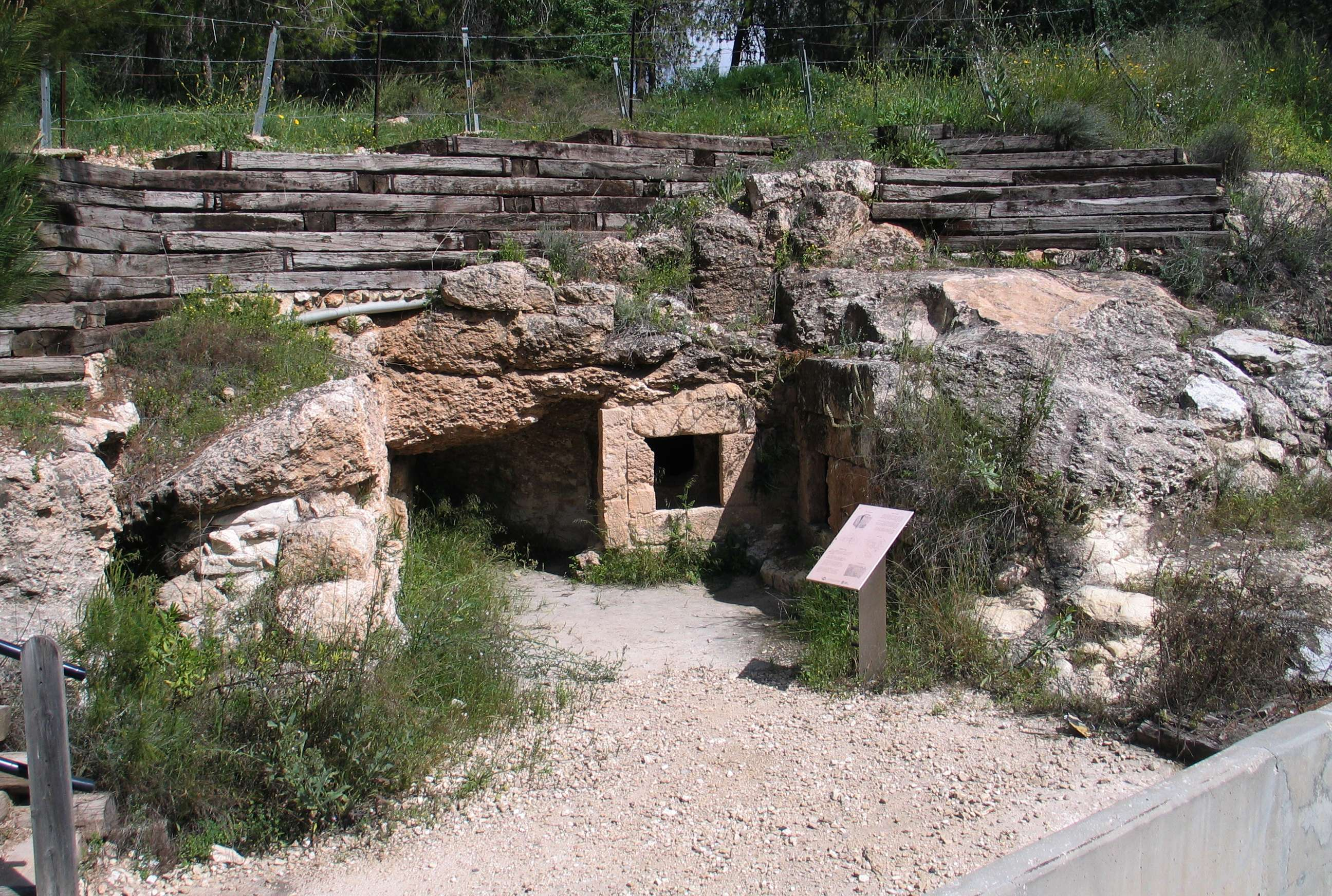
قبر المكابيين بالقرب من اليوم الحالي ميفو موديعيم

#### معارك كبرى
- معركة وادي الحرمية (167 قبل الميلاد)
- معركة بيت حورون (166 قبل الميلاد)
- معركة عمواس (166 قبل الميلاد)
- معركة بيت زور (164 قبل الميلاد)
- معركة بيت زكريا[14] (162 قبل الميلاد)
- معركة أداسا (161 قبل الميلاد)

### معركة إلاسا
في عام 160 قبل الميلاد، ترك الملك السلوقي ديمتريوس، في حملته العسكرية في الشرق، الجنرال باكيدس ليحكم الجزء الغربي من الإمبراطورية. قاد باكيدس جيشًا قوامه 20 ألفًا من المشاة و2000 من سلاح الفرسان إلى يهودا بهدف استعادة مملكة ذاتية الحكم نشئت حديثًا. سار الجنرال السلوقي باكيدس على عجل عبر يهودا بعد تنفيذ مذبحة في الجليل. لقد سارع إلى أورشليم، وحاصر المدينة وحاصر يهوذا المكابي، القائد الروحي والعسكري ليهودا، في الداخل. يُسجل سفر المكابيين الأول أن جيش يهوذا، المكون من 3000 رجل، كان مرعوبًا من مثل هذه القوة الكبيرة، وقد فر ثلثاهم من ساحة المعركة، تاركين يهوذا مع 800 أو 1000 جندي فقط (حسب سفر المكابيين الأول، ويوسيفوس فلافيوس على التوالي). لقد شجع يهوذا رجاله المتبقين وانطلق للقاء الجيش السلوقي في التضاريس الوعرة المحيطة بأورشليم. ونظرًا لكونه فاق عددهم بشكل كبير، فقد تجاهل يهوذا المكابي المشاة السلوقيين الذين انتشروا في تشكيل الكتائب البطيئة الحركة وغير المرنة، وبدلًا من ذلك شن هجومًا شاملًا على باكيدس نفسه، الذي كان جزءً من سرب الفرسان السلوقيين على الجانب الأيمن من الجيش. قُتل يهوذا في النهاية وهرب باقي يهوذا.
أعاد السلوقيون تأكيد سلطتهم مؤقتًا في أورشليم، لكن يوناثان شقيق يهوذا وبعده سمعان، استمروا في الاشتباك مع السلوقيين، حيث التقوا باكيدس مرة أخرى في معارك لاحقة. في النهاية، وبعد عدة سنوات إضافية من الحرب تحت قيادة إخوة يهوذا وهزيمة باكيدس عدة مرات على يد كل من يوناثان وسمعان لاحقًا، انهارت السيطرة السلوقية على يهودا.

### استقلالية أكبر
أسس نسل سمعان السلالة الحشمونية التي استقلت بحلول عام 140 قبل الميلاد.

## دراسات

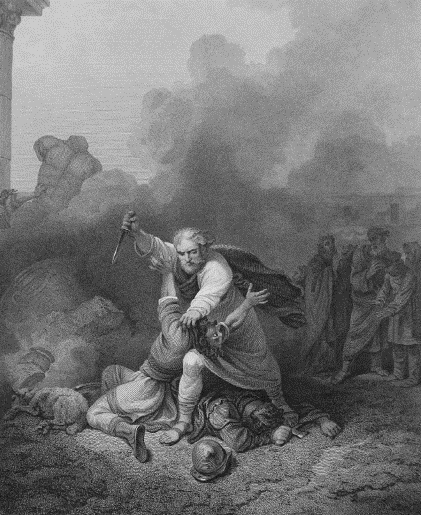
متتيا يقتل المرتد اليهودي، رسم فيليب دي لوثيربورغ.

في كتاب المكابيين الأول والثاني، وُصف تمرد المكابيين بأنه رد فعل للقمع الثقافي ومقاومة وطنية لقوة أجنبية. ومع ذلك، يجادل العلماء المعاصرون بأن الملك تدخل في حرب أهلية بين اليهود التقليديين في الريف واليهود الهيلينيين في أورشليم. كما قال جوزيف ب. شولتز:
«الدراسات الحديثة... لا تعتبر تمرد المكابيين انتفاضة ضد الاضطهاد الأجنبي بقدر ما هي حرب أهلية بين الأحزاب الأرثوذكسية والإصلاحية في المعسكر اليهودي.»
 يجادل البروفيسور جون ما، من جامعة كولومبيا بأن المصادر الرئيسية تشير إلى أن فقدان اليهود للحقوق الدينية والمدنية في عام 168 قبل الميلاد لم يكن نتيجة للاضطهاد الديني بل كان عقابًا إداريًا من قبل الإمبراطورية السلوقية عقب الاضطرابات المحلية، وأن المعبد قد تم ترميمه بناءً على التماس من رئيس الكهنة مينيلوس، ولم يتم تحريره وإعادة تكريسه من قبل المكابيين. قدمت سيلفي هونيجمان من جامعة تل أبيب حججًا مماثلة.

## العواقب
مات أبناء متتيا الخمسة جميعًا بطريقة عنيفة: مات يهوذا وألعازار في المعركة، وخُدع يوناثان وقُتل على يد القائد السلوقي ديودوتس، وقتل سمعان في مأدبة في أريحا على يد صهره بطليموس وتم القبض على يوحنا بن متتيا وقتله أبناء جامبري من ميديبا.
بعد نجاح تمرد المكابيين، واصل ملوك السلالة الحشمونية غزوهم للمناطق المحيطة من يهودا. أولئك الذين بقوا من الحزب اليهودي الذين قد اختاروا النفوذ الهلنستي، أجبروا على الخضوع لقانون الفسيفساء، وطلبوا المساعدة مرارًا من الإمبراطورية السلوقية. لكن في ذلك الوقت، ضعفت الإمبراطورية السلوقية بسبب الاقتتال السياسي والحروب الأخرى، بما في ذلك ضد مصر البطلمية، مما قلل من قدرتها على استعادة يهودا. ولكن في حالة معينة، أقنع ديودوتس يوناثان (ابن متتيا) بفصل 40 ألف من رجاله ومقابلته في «مؤتمر»، والذي تحول إلى فخ. تم القبض على يوناثان وإعدامه فيما بعد، بالضد من صفقة أبرمها ديودوتس مع سمعان شقيق يوناثان لتحرير يوناثان، مقابل مائة طالنط وابني يوناثان كرهائن. قُتل سمعان فيما بعد على يد صهره بطليموس بن أبوبس. بعد ذلك، أصبح ابن سمعان الثالث، يوحنا هيركانوس، حاكمًا ورئيس كهنة إسرائيل.
استقلت السلالة بشكل أساسي مع تراجع السلوقيين واستمرت حتى عام 37 قبل الميلاد، عندما انتصر هيرودس الأول، مستفيدًا من الدعم الروماني الثقيل، على آخر حكام السلالة الحشمونية ليصبح ملكًا عميلًا للرومان.

## الإرث
يحتفل مهرجان حانوكا اليهودي بإعادة تكريس الهيكل بعد انتصار يهوذا المكابي على السلوقيين. ووفقًا للتقاليد الحاخامية، لم يتمكن المكابيون المنتصرون من العثور إلا على إبريق صغير من الزيت ظل نقيًا وغير ملوث بحكم الختم، ومع احتوائه على ما يكفي من الزيت للحفاظ على الشمعدان ليوم واحد، فقد استمر بأعجوبة لمدة ثمانية أيام، بحلول ذلك الوقت يمكن شراء المزيد من الزيت.

## روابط خارجية
- تمرد المكابيين في أكسفورد ببليوجرافيات
- تمرد المكابيين في موقع Aish HaTorah